# ماشطة
الماشطة هي خادمة شخصية ترافق سيدتها. دور الماشطة يشبه دور خادم النبيل.